# كيث جليسبي
كيث جليسبي (18 فبراير 1975 بلارن في المملكة المتحدة - ) هو لاعب كرة قدم أيرلندي شمالي في مركز الوسط. شارك مع منتخب أيرلندا الشمالية تحت 21 سنة لكرة القدم ومنتخب أيرلندا الشمالية لكرة القدم. أما مع النوادي، فقد لعب مع برادفورد سيتي وبلاكبيرن روفرز وتشارلتون أثلتيك وشيفيلد يونايتد وغلينتوران وليستر سيتي ومانشستر يونايتد ونيوكاسل يونايتد وويغان أتلتيك ولونغفورد تاون ‏ ودارلينجتون إف سى.

## وصلات خارجية
- كيث جليسبي على موقع الاتحاد الدولي (مؤرشف)  (الإنجليزية)
- كيث جليسبي على موقع الاتحاد الأوربي (الإنجليزية)
- كيث جليسبي على موقع قاعدة بيانات كرة القدم.إي يو (الإنجليزية)
- كيث جليسبي على موقع ناشيونال فوتبول تيمز (الإنجليزية)
- كيث جليسبي على موقع Soccerbase.com (لاعب) (الإنجليزية)
- كيث جليسبي على موقع عالم كرة القدم.نت (الإنجليزية)